# Округ Дејвис (Јута)
Округ Дејвис (енгл. Davis County) је округ у америчкој савезној држави Јута. По попису из 2010. године број становника је 306.479.

## Демографија
Према попису становништва из 2010. у округу је живело 306.479 становника, што је 67.485 (28,2%) становника више него 2000. године.
| Група             | 2000.           | 2010.           |
| Белци             | 214.636 (89,8%) | 263.049 (85,8%) |
| Афроамериканци    | 2.615 (1,1%)    | 3.702 (1,2%)    |
| Азијати           | 3.665 (1,5%)    | 5.416 (1,8%)    |
| Хиспаноамериканци | 12.955 (5,4%)   | 25.753 (8,4%)   |
| Укупно            | 238.994         | 306.479         |